# Гальвиц, Клаус
Клаус Гальвиц (нем. Klaus Gallwitz; 14 сентября 1930, Дрезден — 22 октября 2021) — немецкий историк искусства и куратор; директор Кунстхалле Баден-Бадена (1967—1974) и музея Фридера Бурды; возглавлял Штеделевский художественный институт c 1974 по 1994 год; почетный профессор Штедельшуле во Франкфурте-на-Майне; директор-основатель музея Ханса Арпа.